# Huang Guojun
Huang Guojun (Traditional Chinese: 黃國峻, Wade–Giles: Huang Kuo-Ch'un) (16 de octubre de 1971 - 20 de junio de 2003) fue un escritor taiwanés originario del municipio de Luodong, en el condado de Yilan. Su padre fue el reconocido autor Huang Chun-Ming.Se graduó de la escuela secundaria privada Tamkang en el condado de Taipéi y fue galardonado con el premio de recomendación para nuevos escritores de ficción de UNITAS Publishing Co. Literature Newcomer Awards. El 20 de junio de 2003, se suicidó por ahorcamiento a la edad de 31 años.
En 1997, Huang participó en el concurso del Premio UNITAS Literature Newcomer Awards con su novela Espacio en blanco (留白, Liú Bái)). Uno de los jueces, Zhang Ta-Chun, comentó que el autor parecía “extraordinariamente experimentado en la vida, como si hubiera atravesado muchas dificultades, y al mismo tiempo mostraba una intensa curiosidad por el mundo”. Sin embargo, los otros dos jueces no apreciaron el estilo literario de Liú Bái, ya que lo consideraban demasiado similar a una traducción y sospechaban de un posible plagio. Insistieron en otorgar el primer lugar de manera conjunta a esta obra y a otra, dividiendo el premio en partes iguales. Indignado, Zhang decidió aportar personalmente 10,000 dólares taiwaneses como premio adicional para el autor y exigió que se dejara constancia en el acta de la reunión. No fue sino hasta la ceremonia de premiación cuando descubrió la identidad del escritor. 

## Publicaciones Notables
Colección de cuentos
- Fuera del mundo (Literatura UNITAS, 2000)
- Mirada ciega (Literatura UNITAS, 2002)
- Sí o nada en absoluto (Literatura UNITAS, 2003)

Novedoso
- La Puerta de la Cortina de Agua (Literatura UNITAS, 2003)

### Colección de prosa
- Audición con micrófono: la colección Black Talk de Huang Kuo-Chun (Literatura UNITAS, 2002)

## Información relacionada
- Chen Fang-Ming  "El escritor de fábulas de fin de siglo - Huang Guojun" Archivado el 22 de marzo de 2017 en Wayback Machine. Literature (agosto de 2009)
- Huang Chun-Ming, "Guojun no volverá a cenar" Archivado el 14 de marzo de 2021 en Wayback Machine.
- Yuan Che-Sheng, "Llanto distante: en memoria de Huang Kuo-Chun"